# Joseph-François Dugone
Joseph-François Dugone est un homme politique français né le 25 janvier 1755 au Puy-en-Velay (Velay) et mort le 19 octobre 1827 au même lieu.

## Biographie
Propriétaire, maire du Puy-en-Velay, il est député de la Haute-Loire en 1815, pendant les Cent-Jours.

## Sources
- « Joseph-François Dugone », dans Adolphe Robert et Gaston Cougny, Dictionnaire des parlementaires français, Edgar Bourloton, 1889-1891 [détail de l’édition]